# 1939 en el cinema
Els historiadors i afeccionats al cinema sovint veuen l'any 1939 com el més gran en la història del cinema. Hollywood era en el moment culminant de la seva Edat d'Or, i particularment en aquest any s'estrenaven un nombre inusualment gran de pel·lícules excepcionals, moltes de les quals s'han honrat com a clàssics de tots els temps, i a la vegada s'han oblidat en gran part multitud d'altres pel·lícules de l'època.

## Pel·lícules més taquilleres
- Estats Units:

1. Allò que el vent s'endugué
2. Ninotchka
3. La història de Vernon i Irene Castle
4. El màgic d'Oz
5. Goodbye, Mr. Chips
6. Another Thin Man

## Oscars
- Millor pel·lícula: Allò que el vent s'endugué - David O. Selznick, MGM
- Millor actor: Robert Donat - Goodbye, Mr. Chips
- Millor actriu: Vivien Leigh - Allò que el vent s'endugué
- Millor actriu secundària: Hattie McDaniel - Allò que el vent s'endugué

## Pel·lícules estrenades
- The Adventures of Sherlock Holmes

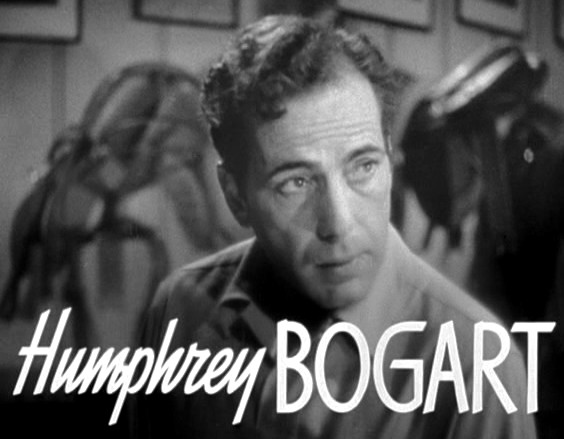
Humphrey Bogart a Dark Victory

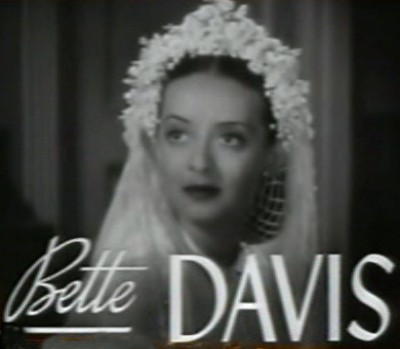
Bette Davis a La mare soltera

- Allò que el vent s'endugué, protagonitzada per Clark Gable i Vivien Leigh
- Andy Hardy Gets Spring Fever, protagonitzada per Lewis Stone, Mickey Rooney, Cecilia Parker, i Fay Holden
- Another Thin Man, protagonitzada per William Powell i Myrna Loy
- The Arsenal Stadium Mystery
- At the Circus
- Els fills de la faràndula
- Mare per força (Bachelor Mother)
- Barricade
- Beau Geste, protagonitzada per Gary Cooper i Ray Milland
- Boys' Reformatory
- Cims borrascosos, protagonitzada per Merle Oberon, Sir Laurence Olivier, David Niven i Flora Robson
- Dark Victory, protagonitzada per Bette Davis
- Daughter of The Tong
- Destry Rides Again, protagonitzada per Marlene Dietrich i James Stewart
- Dodge City, protagonitzada per Errol Flynn i Olivia de Havilland
- Drums Along the Mohawk, dirigida per John Ford, protagonitzada per Henry Fonda i Claudette Colbert
- Everything Happens At Night
- Les quatre plomes (The Four Feathers) protagonitzada per John Clements i Ralph Richardson
- Frontier Marshal
- Goodbye, Mr. Chips, protagonitzada per Robert Donat i Greer Garson
- The Gorilla
- Gunga Din, amb Cary Grant, Victor McLaglen, Douglas Fairbanks Jr. i Sam Jaffe
- Els viatges de Gulliver
- The Hardys Ride High, protagonitzada per Lewis Stone, Mickey Rooney, Cecilia Parker, i Fay Holden
- Hollywood Cavalcade, protagonitzada per Alice Faye, Don Ameche, J. Edward Bromberg, Alan Curtis
- El geperut de Notre-Dame (The Hunchback of Notre Dame) , protagonitzada per Charles Laughton i Maureen O'Hara
- In Name Only, protagonitzada per Cary Grant, Carole Lombard i Kay Francis
- Intermezzo, protagonitzada per Ingrid Bergman i Leslie Howard
- Jesse James, protagonitzada per Tyrone Power, Henry Fonda, Nancy Kelly, i Riolph Scott
- Judge Hardy and Son protagonitzada per Lewis Stone, Mickey Rooney, Cecilia Parker, i Fay Holden
- King Of The Underworld
- Le Jour se lève (Daybreak)
- The Light That Failed, protagonitzada per Ronald Colman
- El màgic d'Oz, protagonitzada per Judy Garland i Ray Bolger
- Mexicali Rose, protagonitzada per Gene Autry
- Midnight
- Mr. Smith Goes to Washington, protagonitzada per James Stewart, Jean Arthur, i Claude Rains
- Només els àngels tenen ales, amb Cary Grant i Jean Arthur
- Of Mice and Men, protagonitzada per Burgess Meredith, Betty Field, Lon Chaney Jr.
- La mare soltera, amb Bette Davis
- On Dress Parade, protagonitzada per The Dead End Kids
- On Your Toes
- Ninotchka, protagonitzada per Greta Garbo
- The Private Lives of Elizabeth and Essex
- Q Planes, protagonitzada per Ralph Richardson i Sir Laurence Olivier
- Range War, a Hopalong Cassidy western protagonitzat per William Boyd
- The Rules of the Game (La règle du jeu), de Jean Renoir
- The Son of Frankenstein, protagonitzada per Boris Karloff
- The Spy in Black
- Stagecoach, dirigida per ohn Ford, protagonitzada per John Wayne, Claire Trevor, Berton Churchill
- Stanley and Livingstone, protagonitzada per Spencer Tracy i Sir Cedric Hardwicke
- The Stars Look Down, protagonitzada per Michael Redgrave i Margaret Lockwood
- The Story of the Last Chrysanthemums
- La història de Vernon i Irene Castle
- Three Texas Steers, protagonitzada per John Wayne, dirigida per George Sherman
- The Women, amb Norma Shearer, Joan Crawford i Rosalind Russell
- Wyoming Outlaw, protagonitzada per John Wayne, dirigida per George Sherman
- Young Mr. Lincoln, dirigida per John Ford, protagonitzada per Henry Fonda

## Naixements
- 10 de gener - Sal Mineo, actor
- 3 de febrer - Michael Cimino, director
- 6 de febrer - Mike Farrell, actor
- 9 de febrer - Janet Suzman, actriu
- 23 de febrer - Peter Fonda, actor
- 5 de març - Samantha Eggar, actriu
- 26 de març - James Caan, actor
- 7 d'abril - Wayne Rogers, actor
- 7 d'abril - Francis Ford Coppola, director, productor, guionista
- 12 d'abril - Alan Ayckbourn, guionista
- 13 d'abril - Paul Sorvino, actor
- 13 de maig - Harvey Keitel, actor
- 19 de maig - Nancy Kwan, actriu
- 25 de maig - Ian McKellen, actor
- 30 de maig - Michael J. Pollard, actor
- 22 de juliol - Terence Stamp, actor
- 30 de juliol - Peter Bogdanovich, director
- 31 de juliol - France Nuyen, actriu
- 2 d'agost - Wes Craven, director, productor, guionista
- 12 d'agost - George Hamilton, actor
- 25 d'agost - John Badham, director
- 29 d'agost - Joel Schumacher, director
- 30 d'agost - Elizabeth Ashley, actriu
- 1 de setembre - Lily Tomlin, actriu
- 18 de setembre - Frankie Avalon, actor, cantant
- 29 de setembre - Larry Linville, actor
- 8 d'octubre - Paul Hogan, actor
- 22 d'octubre - Tony Roberts, actor
- 24 d'octubre - F. Murray Abraham, actor
- 27 d'octubre - John Cleese, actor
- 28 d'octubre - Jane Alexander, actriu
- 22 de novembre - Allen Garfield, actor

## Debutants al cinema
- Veronica Lake
- Anne Gwynne

## Defuncions
- 9 de juny - Owen Moore, actor
- 23 d'agost - Sidney Howard, guionista
- 24 de setembre - Carl Laemmle, productor
- 23 d'octubre - Zane Grey, guionista
- 12 de desembre - Douglas Fairbanks, actor